# Sándor Tótka
Sándor Tótka (n. 27 iulie 1994, Mezőtúr, Județul Jász-Nagykun-Szolnok, Ungaria) este un caiacist ce a reprezentat Ungaria, medaliat olimpic. A participat la 3 ediții ale Jocurilor Olimpice (2016, 2020, 2024) în care a câștigat o medalie de argint.